# Pyron
Pyronen of pyranonen vormen een klasse van cyclische organische verbindingen. Ze bestaan uit een tweevoudig onverzadigde zesring, waarin een zuurstofatoom is opgenomen (als bij pyraan) en waarbij tevens een ketonfunctie aanwezig is. De twee isomere basisstructuren zijn:
- 2-pyron of α-pyron
- 4-pyron of γ-pyron

Pyronen worden aangetroffen in een aantal in de natuur voorkomende organische verbindingen, zoals chromoon, coumarine, kojinezuur en maltol.

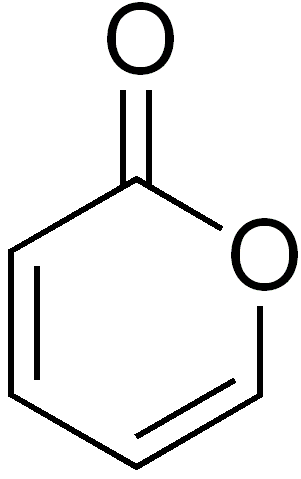
Structuurformule van 2-pyron
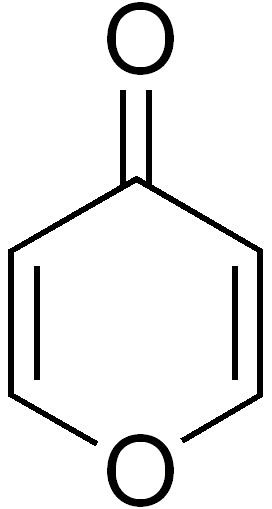
4-pyron